# Trompe le Monde
Trompe le Monde es el cuarto álbum de estudio de la banda estadounidense de rock alternativo Pixies, lanzado el 23 de septiembre de 1991. Después del estilo "surf-pop" de "Bossanova", el grupo decidió volver al sonido de los discos anteriores. El título del disco significa "Engaña al Mundo" en francés y proviene del nombre de una canción, en vez de una frase de alguna canción, que es lo que pasaba en los discos anteriores.
Todas las canciones están escritas por Black Francis, excepto "Head On", escrita por William y Jim Reid de The Jesus and Mary Chain.

## Lista de canciones
1. "Trompe le Monde" – 1:48
2. "Planet of Sound" – 2:06
3. "Alec Eiffel" – 2:50
4. "The Sad Punk" – 3:00
5. "Head On" – 2:13
6. "U-Mass" – 3:01
7. "Palace of the Brine" – 1:34
8. "Letter to Memphis" – 2:39
9. "Bird Dream of the Olympus Mons" – 2:48
10. "Space"– 4:18
11. "Subbacultcha" – 2:09
12. "Distance Equals Rate Times Time" – 1:24
13. "Lovely Day" – 2:05
14. "Motorway to Roswell" – 4:43
15. "The Navajo Know" – 2:20